# 神奇的阿力
《神奇的阿力》是一款由开发过《愤怒的小鸟》的Rovio娱乐公司开发的物理类益智游戏。这款游戏最初由Rovio的CEO在芬兰Yle电视台早间节目中提及。这一游戏的原型是由Noel Llopis（Snappy Touch）与Miguel Ángel Friginal（Mystery Coconut）开发的Casey's Contraptions，后来被Rovio收购。2023年Rovio被世嘉颯美控股收購，成為旗下世嘉的子公司。

## 背景
游戏的背景是一位对事物充满好奇的男孩艾力克斯，他拥有无边无际的想像力，喜歡通过摆弄周围的物品，產生连锁反应的装置，来达到任务目标。

## 玩法
這遊戲要利用各種的道具，透過连锁反应的装置，產生物理現象，達到過關的條件，只要你順利達成，就會到下一關。如果在過關的同時能碰觸到那些星星，會有更高的分數。遊戲要先將道具和物品做適當的擺設，等一切都設置妥當後，按開始鍵，物品就會開始運作了。
玩家也可自行使用各種的道具設計關卡，也可以把自行設計的關卡分享出去。

## 外界評價
此遊戲可透過App Store的Game Center分享自己的遊戲流程，有玩家認為此舉可增加遊戲的耐玩性。另外，有玩家認為《神奇的阿力》是一款寓教於樂的遊戲。
在網站Pocket Gamer中，有玩家指出，把《神奇的阿力》和《憤怒的小鳥》相比，後者較好：“我並不是說《神奇的阿力》不是一種上癮的體驗 - 它只是和憤怒的小鳥相比，有較少的刺激感。當你完成一個關卡，你很少把你的手臂扔在空中。”
在Google Play中，該遊戲的平均分數是4.3分（滿分5分）。有玩家在Google Play上批評，《神奇的阿力》並不是太有趣。